# Anna Andrejewna Bogdanowa
Anna Andrejewna Bogdanowa (russisch Анна Андреевна Богданова; * 21. September 1984 in Leningrad) ist eine russische Siebenkämpferin.

## Karriere
Ihren ersten größeren Siebenkampf bestritt Bogdanowa 2004 in Tula, wo sie 5251 Punkte erreichte. Im März 2007 trat sie bei den Halleneuropameisterschaften 2007 in Birmingham an und belegte mit 4272 Punkten im Hallenfünfkampf den 13. Platz. Im selben Jahr wurde sie bei den Weltmeisterschaften im japanischen Osaka mit 6243 Punkten Zehnte im Siebenkampf.
Bogdanowa gewann ihre erste internationale Medaille bei den Hallenweltmeisterschaften 2008 im spanischen Valencia, wo sie 4753 Punkten im Fünfkampf Bronze gewann. Beim Mehrkampf-Meeting Götzis belegte Bogdanowa 2008 mit 6452 Punkten den dritten Platz und gewann damit ebenfalls die Bronzemedaille.
Bei den Olympischen Spielen 2008 in Peking wurde sie Sechste im Siebenkampf, wobei sie mit 6465 Punkten ihre persönliche Bestleistung aufstellte. Bei den Halleneuropameisterschaften 2009 gewann sie am 6. März 2009 mit 4761 Punkten den Europameistertitel im Fünfkampf.
Bei einer Größe von 1,78 m hat Anna Bogdanowa ein Wettkampfgewicht von 64 kg.

## Bestleistungen in den Einzeldisziplinen
| 100 m Hürden | 13,09 s     |
| Hochsprung   | 1,88 m      |
| Kugelstoßen  | 14,64 m     |
| 200 m        | 24,24 s     |
| Weitsprung   | 6,49 m      |
| Speerwurf    | 39,91 m     |
| 800 m        | 2:09,45 min |